# Lafarre (Ardèche)
Pour les articles homonymes, voir Lafarre.
Lafarre (La Fara en occitan)  est une commune française, située dans le département de l'Ardèche en région Auvergne-Rhône-Alpes.
Les habitants sont appelés les Farrassous.

## Géographie

### Situation et description
Lafarre est une petite commune à l'aspect essentiellement rural de la communauté de communes du Pays de Lamastre, située dans le nord du département de l'Ardèche.

### Communes limitrophes
Lafarre est limitrophe de sept communes, toutes situées dans le département de l'Ardèche et réparties géographiquement de la manière suivante :

### Climat
Pour des articles plus généraux, voir Climat d'Auvergne-Rhône-Alpes et Climat de l'Ardèche.
En 2010, le climat de la commune est de type climat de montagne, selon une étude du CNRS s'appuyant sur une série de données couvrant la période 1971-2000. En 2020, Météo-France publie une typologie des climats de la France métropolitaine dans laquelle la commune est exposée à un climat de montagne ou de marges de montagne et est dans la région climatique Sud-est du Massif Central, caractérisée par une pluviométrie annuelle de 1 000 à 1 500 mm, minimale en été, maximale en automne.
Pour la période 1971-2000, la température annuelle moyenne est de 9,4 °C, avec une amplitude thermique annuelle de 16,6 °C. Le cumul annuel moyen de précipitations est de 1 064 mm, avec 9,5 jours de précipitations en janvier et 6,4 jours en juillet. Pour la période 1991-2020, la température moyenne annuelle observée sur la station météorologique de Météo-France la plus proche, sur la commune de Lalouvesc à 5 km à vol d'oiseau, est de 8,3 °C et le cumul annuel moyen de précipitations est de 1 064,8 mm,. Pour l'avenir, les paramètres climatiques de la commune estimés pour 2050 selon différents scénarios d'émission de gaz à effet de serre sont consultables sur un site dédié publié par Météo-France en novembre 2022.

### Hydrographie
Le territoire communal est traversé par le Doux, un affluent du Rhône en rive droite, lequel prend sa source sur la commune de Saint-Bonnet-le-Froid.

### Voies de communication
Le territoire de la commune est traversé par les routes départementales 236 et 336 (RD236 et RD336).

### Lieux-dits, hameaux et écarts
Le Faux, les Asclards, Font de Sardier, Maisonneuve, Farre et Bergeron, Crouzoulon, Le Mas, Fromentoux, Le Sert, Le Village, Souteyrat, les Besséas, Frache, la Grand Font, le Monteil, Bonnevaut, les Bérards, Tête, Coiret, Clarat, auxquels s'ajoute le lieu-dit Croix du Martoulet (aire de pique-nique).

## Urbanisme

### Typologie
Au 1er janvier 2024, Lafarre est catégorisée commune rurale à habitat très dispersé, selon la nouvelle grille communale de densité à 7 niveaux définie par l'Insee en 2022.
Elle est située hors unité urbaine. Par ailleurs la commune fait partie de l'aire d'attraction d'Annonay, dont elle est une commune de la couronne,. Cette aire, qui regroupe 37 communes, est catégorisée dans les aires de 50 000 à moins de 200 000 habitants,.

### Occupation des sols
L'occupation des sols de la commune, telle qu'elle ressort de la base de données européenne d’occupation biophysique des sols Corine Land Cover (CLC), est marquée par l'importance des forêts et milieux semi-naturels (75,8 % en 2018), une proportion identique à celle de 1990 (75,8 %). La répartition détaillée en 2018 est la suivante : 
forêts (55,5 %), milieux à végétation arbustive et/ou herbacée (20,3 %), prairies (19,6 %), zones agricoles hétérogènes (4,6 %).
L'évolution de l’occupation des sols de la commune et de ses infrastructures peut être observée sur les différentes représentations cartographiques du territoire : la carte de Cassini (XVIIIe siècle), la carte d'état-major (1820-1866) et les cartes ou photos aériennes de l'IGN pour la période actuelle (1950 à aujourd'hui).

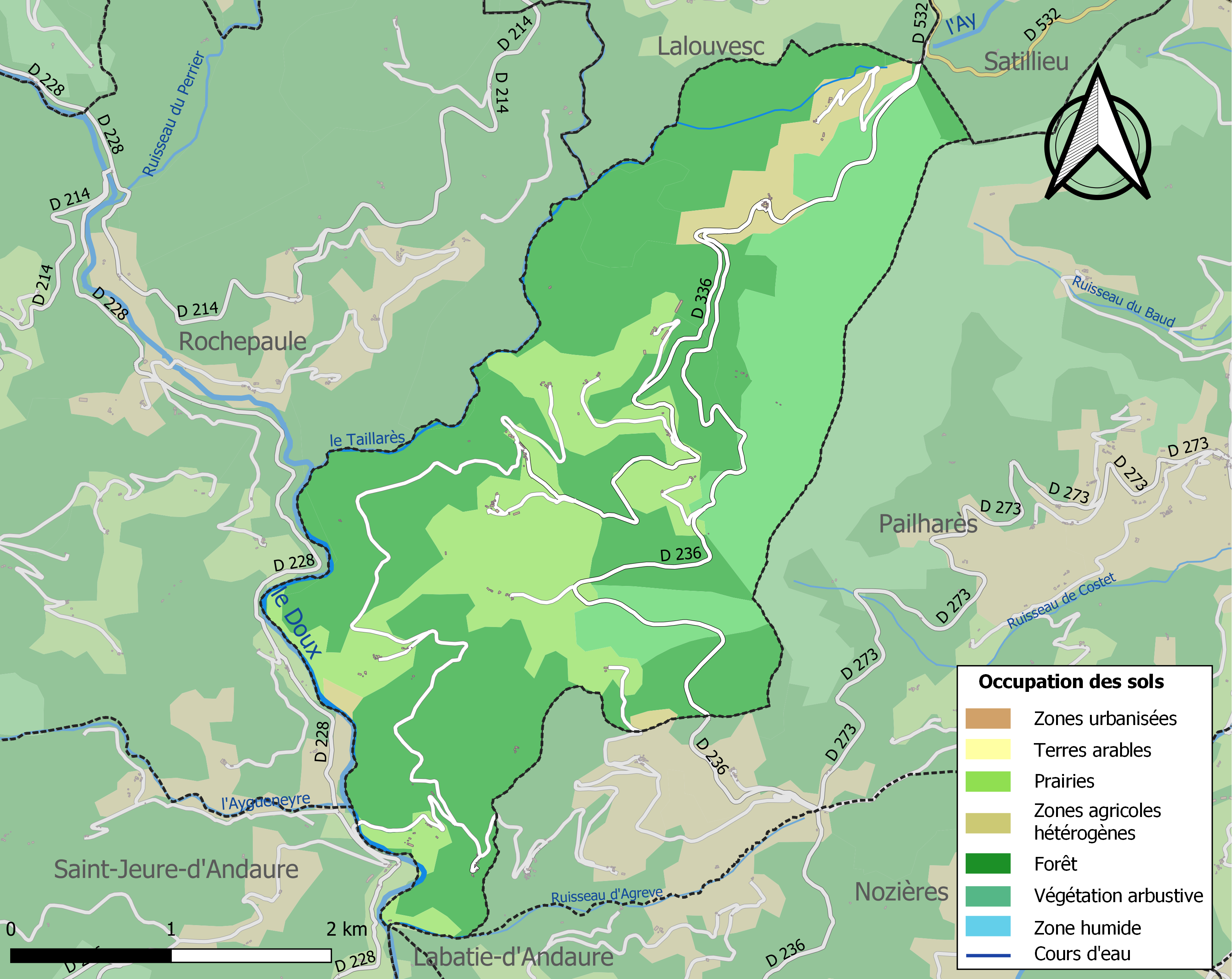
Carte des infrastructures et de l'occupation des sols de la commune en 2018 (CLC).

## Politique et administration

### Liste des maires
| Période                                  | Période  | Identité       | Étiquette | Qualité                              |
| ---------------------------------------- | -------- | -------------- | --------- | ------------------------------------ |
| avant 1995                               | ?        | René Bosc      |           |                                      |
| mars 2001                                | mai 2020 | Isabelle Bert  |           | Employée (secteur privé)             |
| mai 2020                                 | en cours | Stéphane Roche | DVD       | Agriculteur sur moyenne exploitation |
| Les données manquantes sont à compléter. |          |                |           |                                      |

## Population et société

### Démographie
L'évolution du nombre d'habitants est connue à travers les recensements de la population effectués dans la commune depuis 1793. Pour les communes de moins de 10 000 habitants, une enquête de recensement portant sur toute la population est réalisée tous les cinq ans, les populations de référence des années intermédiaires étant quant à elles estimées par interpolation ou extrapolation. Pour la commune, le premier recensement exhaustif entrant dans le cadre du nouveau dispositif a été réalisé en 2006.

En 2022, la commune comptait 45 habitants, en évolution de +12,5 % par rapport à 2016 (Ardèche : +2,48 %, France hors Mayotte : +2,11 %).
| 1793 | 1800 | 1806 | 1821 | 1831 | 1836 | 1841 | 1846 | 1851 |
| ---- | ---- | ---- | ---- | ---- | ---- | ---- | ---- | ---- |
| 436  | 407  | 428  | 362  | 549  | 526  | 567  | 566  | 511  |

| 1856 | 1861 | 1866 | 1872 | 1876 | 1881 | 1886 | 1891 | 1896 |
| ---- | ---- | ---- | ---- | ---- | ---- | ---- | ---- | ---- |
| 516  | 507  | 559  | 569  | 547  | 555  | 597  | 545  | 503  |

| 1901 | 1906 | 1911 | 1921 | 1926 | 1931 | 1936 | 1946 | 1954 |
| ---- | ---- | ---- | ---- | ---- | ---- | ---- | ---- | ---- |
| 529  | 476  | 414  | 408  | 335  | 343  | 322  | 281  | 213  |

| 1962 | 1968 | 1975 | 1982 | 1990 | 1999 | 2006 | 2011 | 2016 |
| ---- | ---- | ---- | ---- | ---- | ---- | ---- | ---- | ---- |
| 184  | 111  | 74   | 70   | 60   | 57   | 43   | 35   | 40   |

| 2021 | 2022 | - | - | - | - | - | - | - |
| ---- | ---- | - | - | - | - | - | - | - |
| 43   | 45   | - | - | - | - | - | - | - |

### Enseignement
La commune est rattachée à l'académie de Grenoble.

### Médias
Deux organes de presse écrite de niveau régional sont distribués dans la commune :
- L'Hebdo de l'Ardèche

Il s'agit d'un journal hebdomadaire français basé à Valence et diffusé à Privas depuis 1999. Il couvre l'actualité pour tout le département de l'Ardèche.
- Le Dauphiné libéré

Il s'agit d'un journal quotidien de la presse écrite française régionale distribué dans la plupart des départements de l'ancienne région Rhône-Alpes, notamment l'Ardèche. La commune est située dans la zone d'édition du Nord-Ardèche (Annonay - Le Cheylard).

### Culte
La communauté catholique et l'église paroissiale de Lafarre (propriété de la commune) sont rattachées à la paroisse Saint François Régis (Ay et Daronne), elle-même rattachée au diocèse de Viviers.

## Culture et patrimoine

### Lieux et monuments
L'église paroissiale Saint-Julien  située au chef-lieu est un lieu de culte de la paroisse catholique Saint-François Régis (Ay-Daronne).

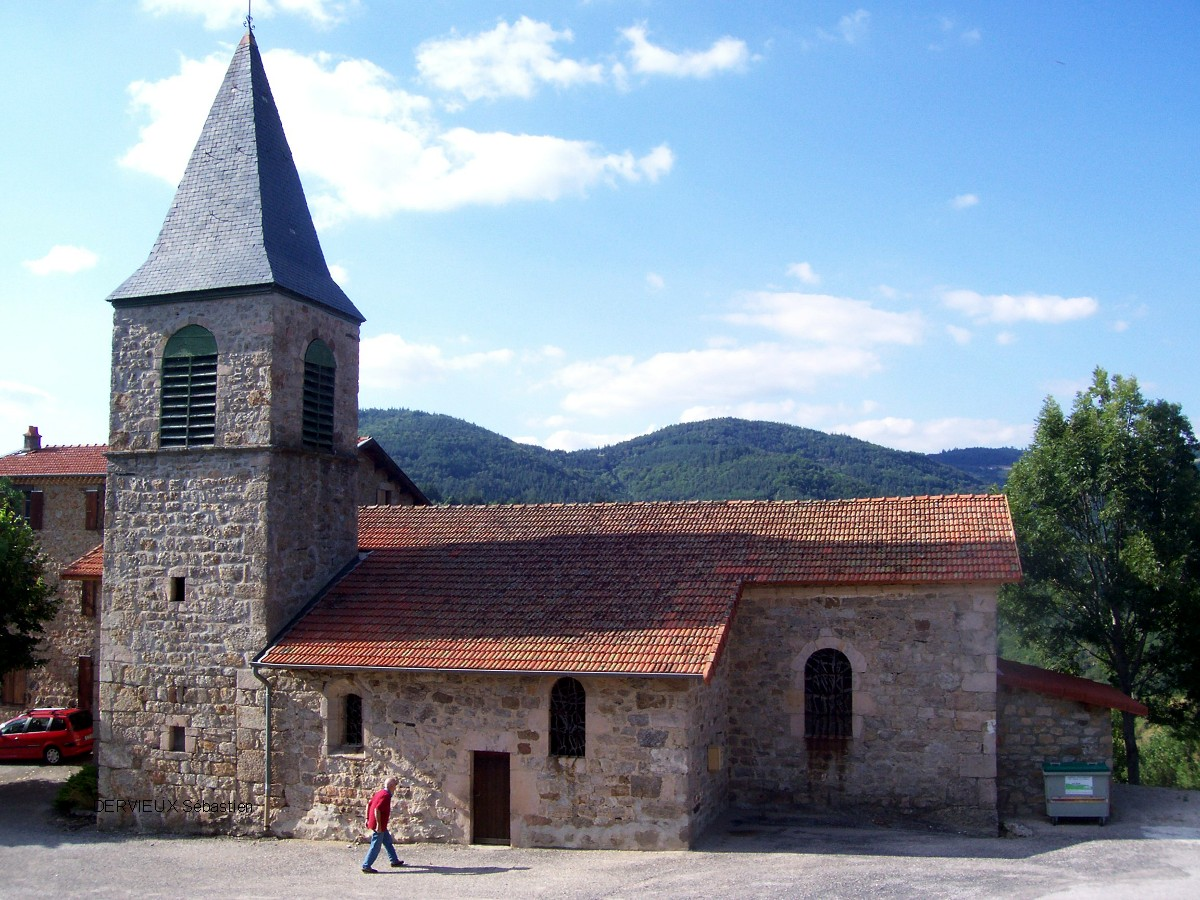
L'église.
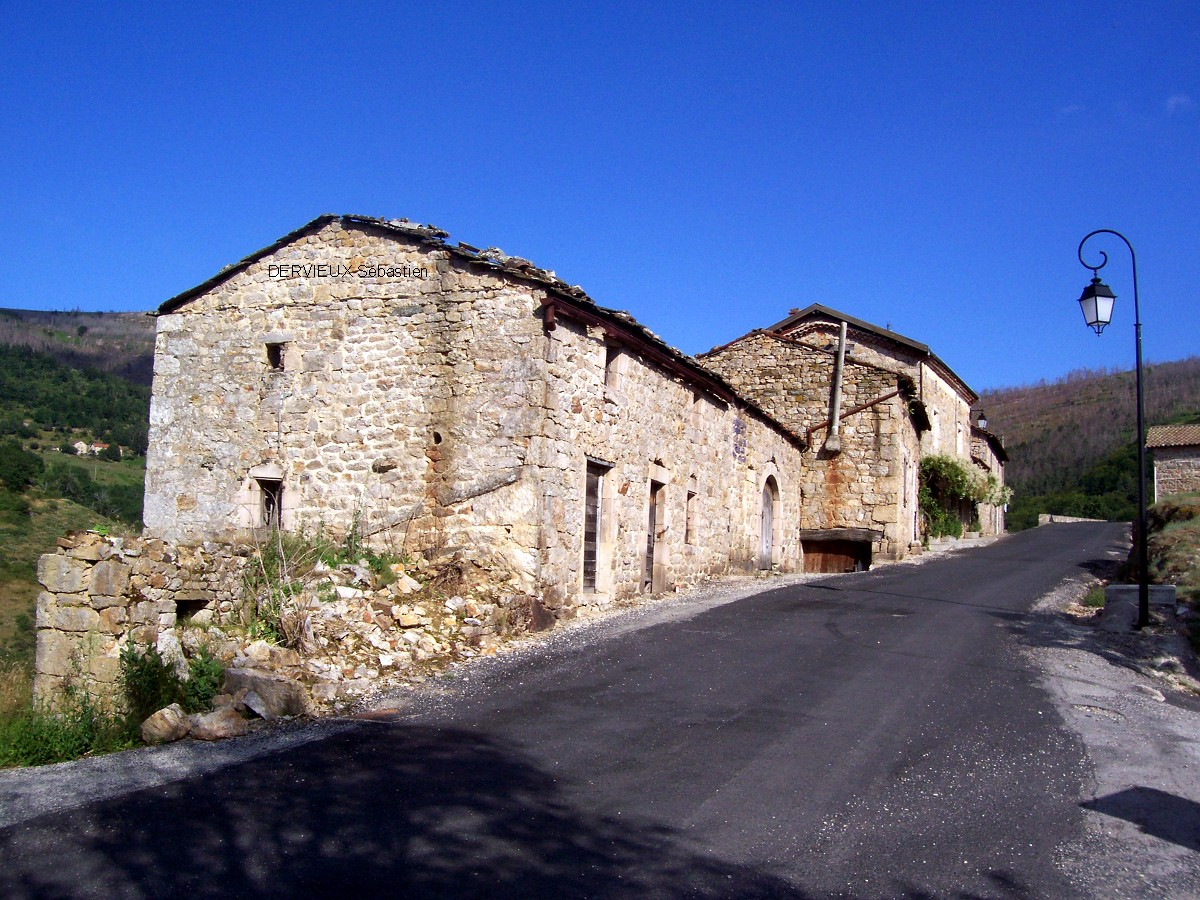
La rue principale.
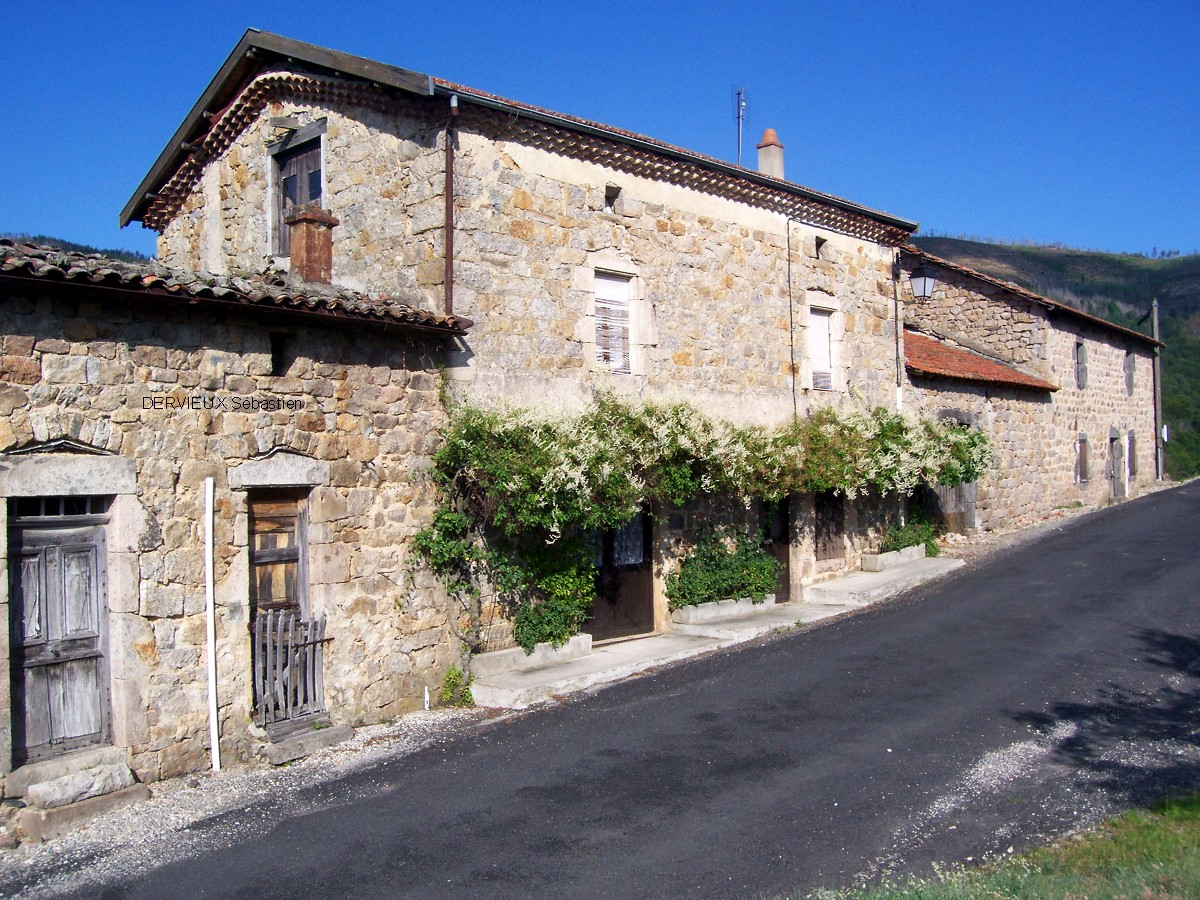
Maisons dans le village.
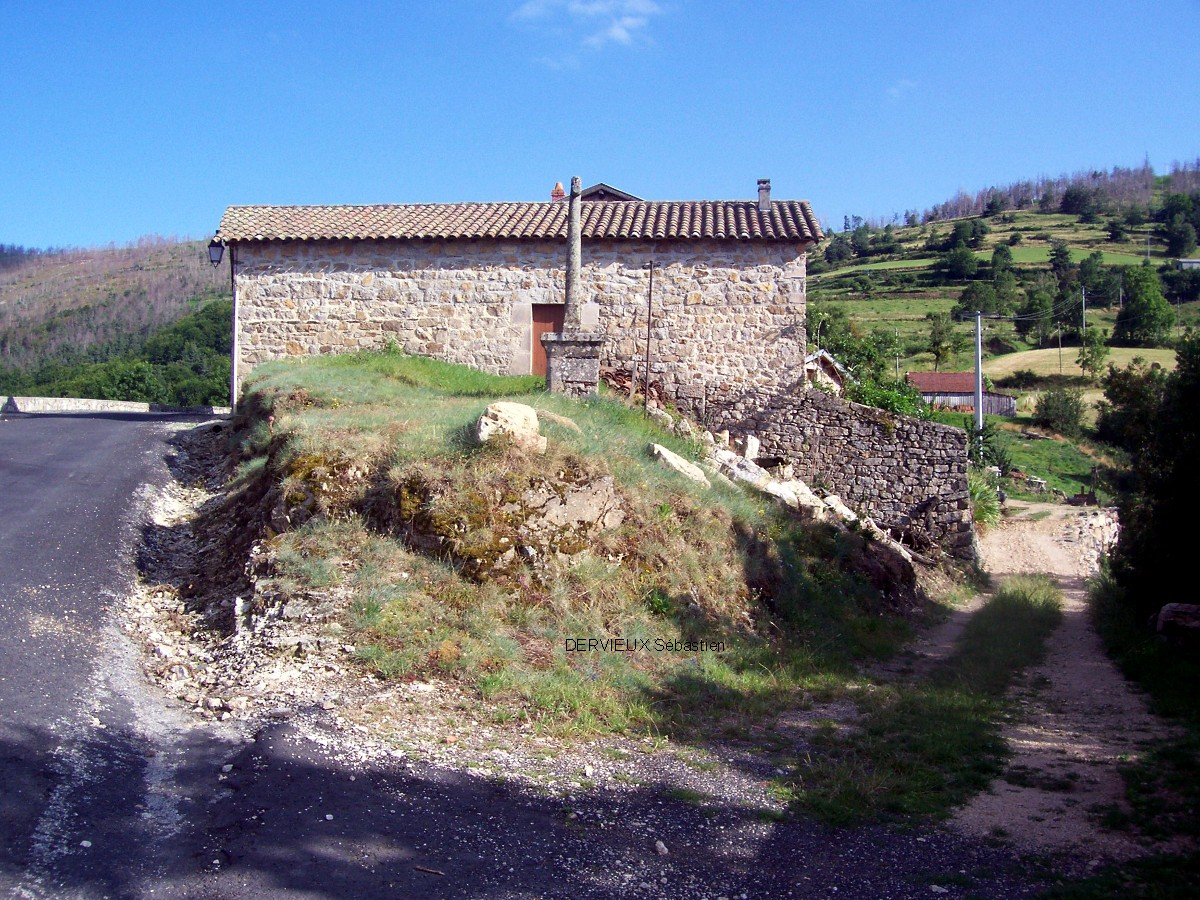
Croix.
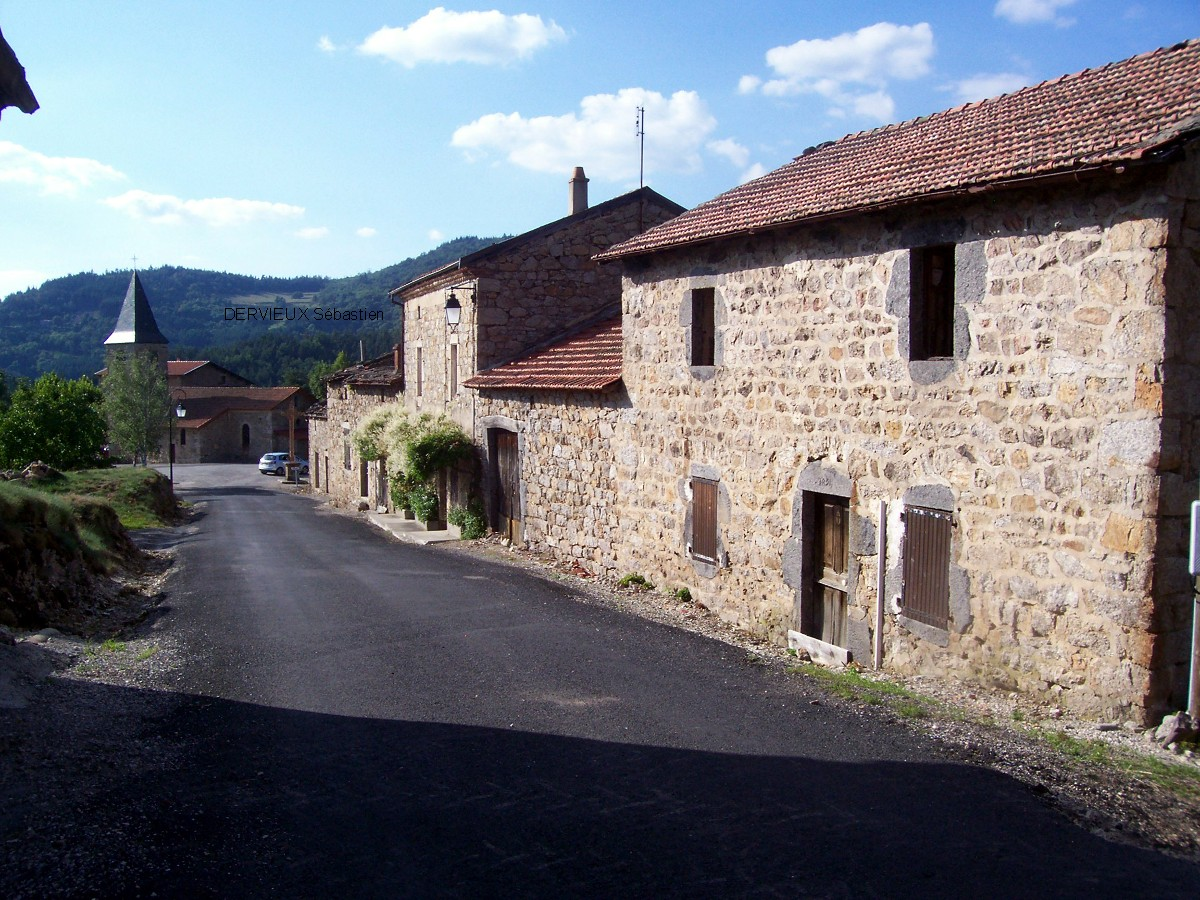
La rue principale en direction de l'église.

### Personnalités liées à la commune
Joannès Dufaud, né à Lafarre le 18 juillet 1924, décédé à Albertville le 16 mai 2019. Au terme de son séminaire chez les Pères assomptionnistes, il est ordonné prêtre en 1950. Diplômé de la faculté de lettres de Montpellier, il consacrera 37 années de sa vie à l’enseignement du français, du latin et du grec. Il est l'auteur d'un Dictionnaire français-nord-occitan (nord du Vivarais et du Velay), d'un recueil de 300 chansons populaires d'Ardèche , et d'un recueil des Histoires du Curé de Lafarre.

### Héraldique
|  | Lafarre (Ardèche) possède des armoiries dont l'origine et le blasonnement exact ne sont pas disponibles. |